# Arnos Valestadion
Arnos Vale Stadium (bijgenaamd Airport End, Bequia End en The Playing Fields) is een stadion in Arnos Vale, een voorstad van Kingstown, de hoofdstad van Saint Vincent en de Grenadines. 
Het stadion heeft een capaciteit van 18.000 toeschouwers en wordt zowel voor cricket- als voor voetbalwedstrijden gebruikt. Het ligt aan zee, op vijftig meter van de landingsbaan van E. T. Joshua Airport.

## Internationale wedstrijden
Het stadion organiseerde zijn eerste interlandwedstrijd ooit op 4 februari 1981. De wedstrijd was een ODI tussen West-Indië en Engeland en was een hechte ontmoeting die de gastheren met twee punten wonnen. Het is de thuisbasis van de Bovenwindse eilanden. De eerste testwedstrijd kwam in 1997, toen West-Indië tegen Sri Lanka speelde, een gelijkspel, waarbij Sri Lanka eindigde op 233-8 en achtervolgde een doel van 269 runs. Tijdens de tweede test op de grond, in 2009, boekte Bangladesh hun eerste testoverwinning op West-Indië met 95 runs. Destijds speelde West-Indië zonder veel van hun beste spelers vanwege een geschil met de West Indies Cricket Board, dus zeven Test-debutanten waren te zien in het West-Indiase team. 